# Poppenorchis
De poppenorchis (Orchis anthropophora, synoniem: Aceras anthropophorum) is een orchidee. De soort staat op de Nederlandse Rode lijst van planten als zeer zeldzaam en matig afgenomen. In Nederland is de plant vanaf 1 januari 2017 niet meer wettelijk beschermd. De plant komt in Nederland voor in Zuid-Limburg en Zeeland. De plant komt voor in Europa. Door DNA-onderzoek is komen vast te staan dat de poppenorchis tot het geslacht Orchis gerekend moet worden en niet tot het geslacht Aceras. Het chromosoomaantal is 2n = 42.
De plant wordt 10 tot 40 cm hoog. De plant heeft 4 tot 9 bladeren die glanzend en langwerpig tot lancetvormig zijn. Aan de voet van de plant vormen ze een soort rozet en hoger op zijn ze stengelomvattend. De nieuwe bladeren worden in de herfst gevormd wat wijst op de herkomst uit het Middellandse Zeegebied. De plant vormt relatief kleine, rond tot eivormige knollen.

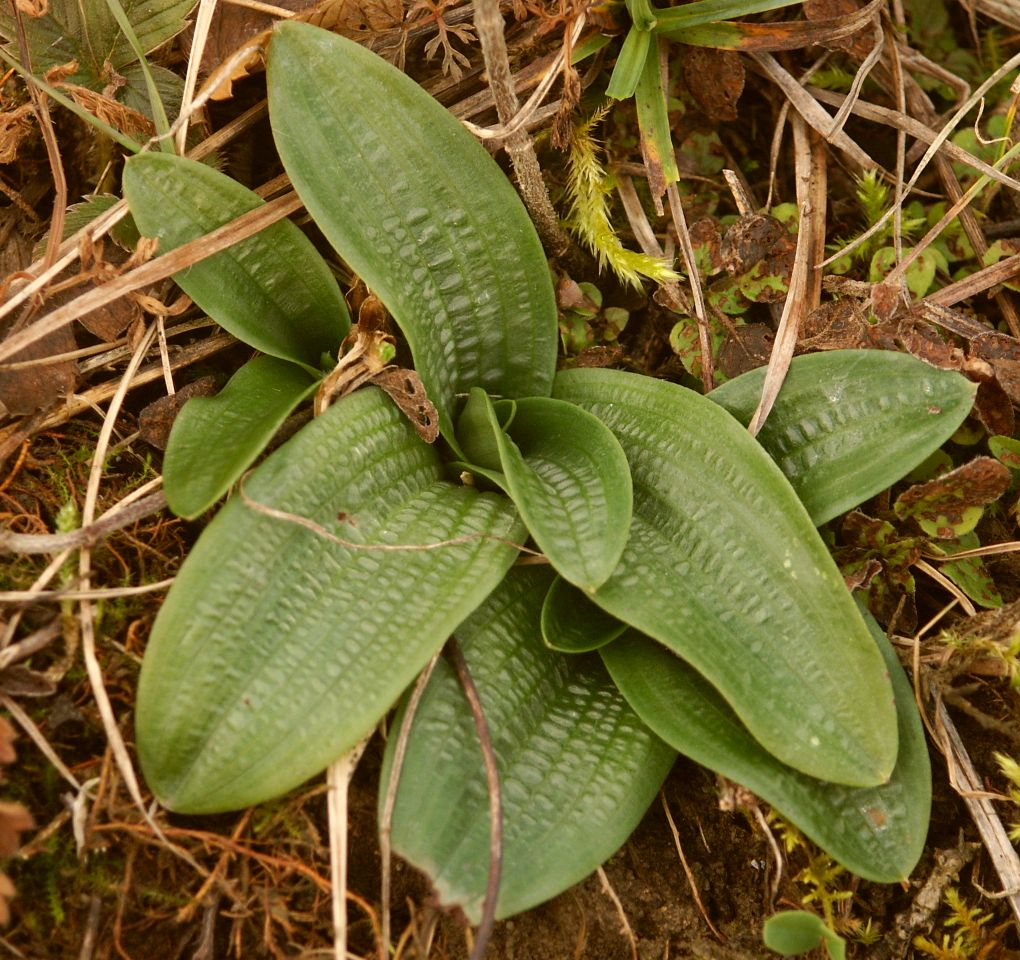
Bladrozet in de winter

Poppenorchis bloeit in mei en juni met lichtgroene bloemen met bruine rand. De bloeiwijze is een rijkbloemige met tot 100 bloemen, rolronde aar. De bloemen zijn 12-14 mm groot.
Het fijne zaad bevat geen reservevoedsel en kiemt alleen als een wortelschimmel (mycorrhiza) het zaad binnen dringt.
De poppenorchis komt voor in graslanden op matig droge kalkrijke grond. De bloemen worden bestoven door kevers en kniptorren. Door het ontbreken van een spoor aan de bloem kunnen de kevers bij de nectar komen.

## Namen in andere talen
De namen in andere talen kunnen vaak eenvoudig worden opgezocht met de interwiki-links.
- Duits: Ohnhorn
- Engels: Man orchid
- Frans: Homme-pendu